# Weizenregatta

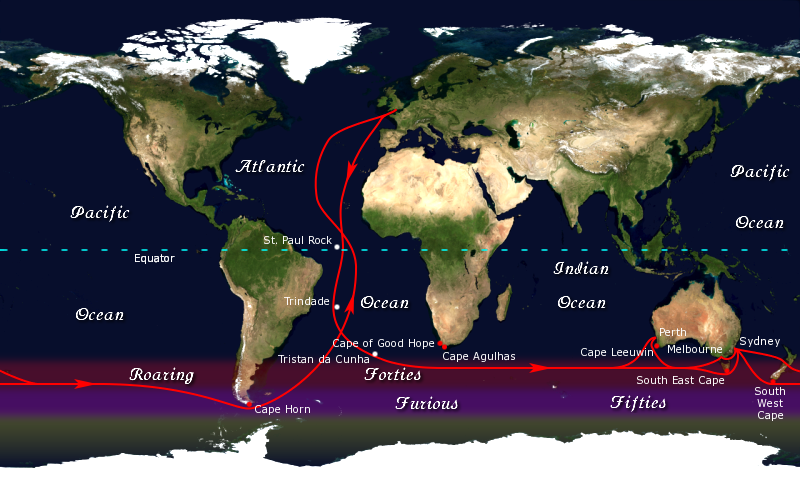
Typische Segelroute für den Weizentransport

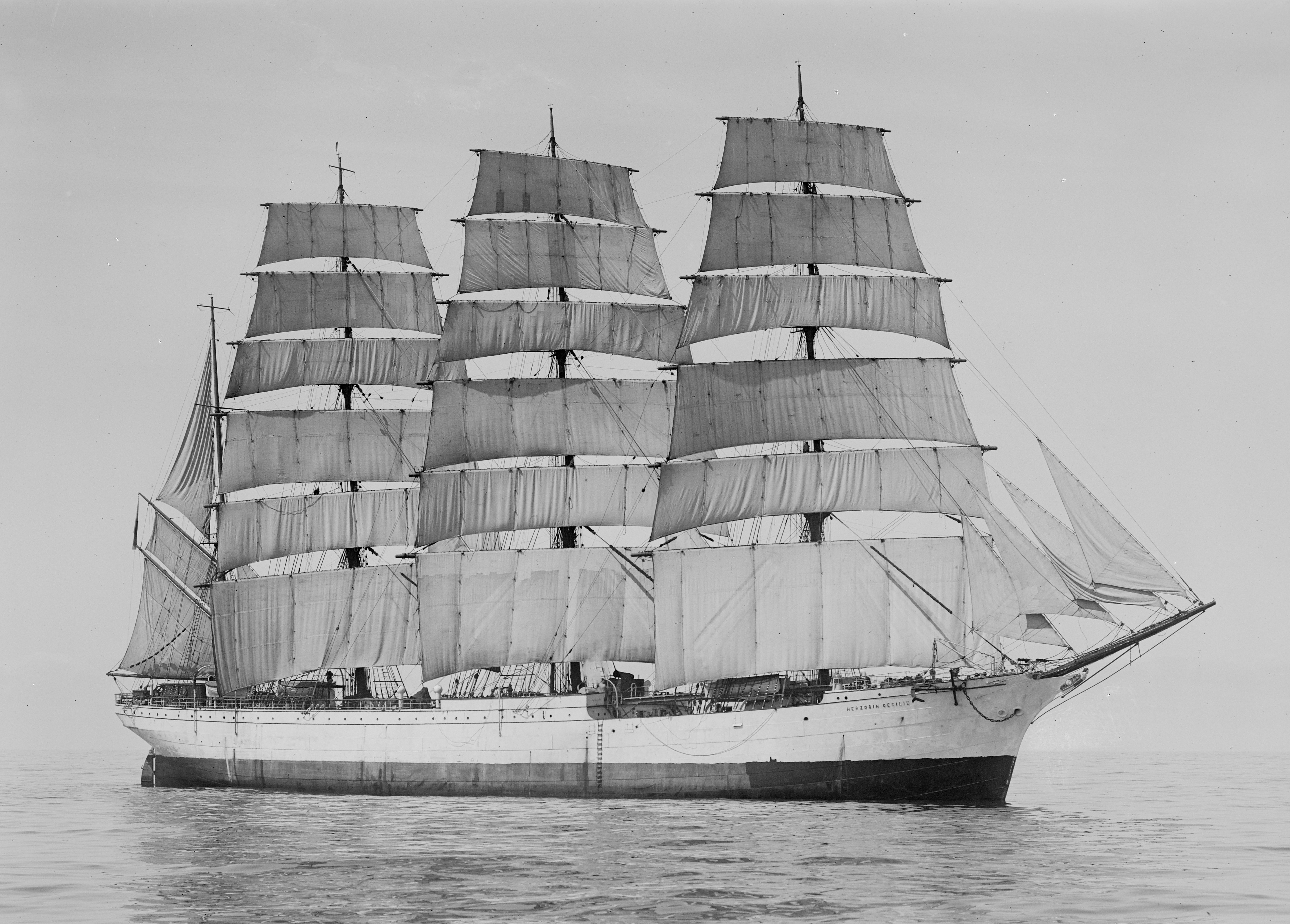
Mehrfacher Sieger: Viermastbark Herzogin Cecilie

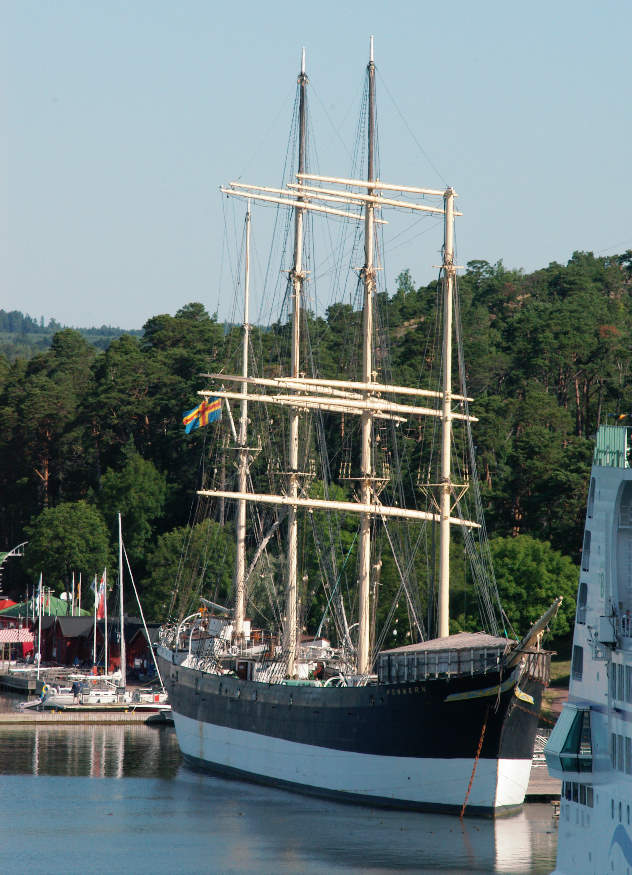
Viermastbark Pommern

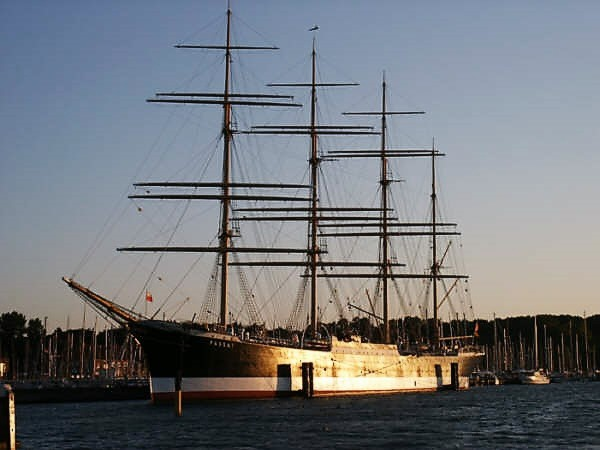
Mehrfacher Sieger Viermastbark Passat

Weizenregatten waren informelle Regatten mit Großseglern und wurden auf der Route von Australien nach Europa ausgetragen. Bei diesen Regatten ging es hauptsächlich um den Ruhm, das Prestige und die Ehre des Schiffes, auf dem der Seemann fuhr. Um eine schnelle Heimreise mit Ladung zu fördern, wurde von den einzelnen Reedereien für die schnellste Heimreise auch eine Prämie gezahlt. Nach der Beladung mit Weizen in den Häfen des Spencer-Golfs mussten die Schiffe im Juni des Jahres gleichzeitig das Wettrennen antreten. Verpflichtend für die Heimreise nach Europa war der Weg um Kap Hoorn (Südamerika).
Die letzte Weizenregatta via Kap Hoorn für Handelsschiffe unter Segeln fand im Jahr 1949 statt. Die Schiffe waren die Passat und die Pamir.

## Weizenregatten-Gewinner
| Jahr | Land        | Schiff            | von/nach                   | Reisetage |
| ---- | ----------- | ----------------- | -------------------------- | --------- |
| 1921 | Finnland    | Marlborough Hill  | Port Lincoln – Queenstown  | 091       |
| 1922 | Finnland    | Milverton         | Melbourne – London         | 090       |
| 1923 | Schweden    | Beatrice          | Melbourne – London         | 088       |
| 1924 | Deutschland | Greif             | Port Lincoln – Falmouth    | 110       |
| 1925 | Schweden    | Beatrice          | Adelaide – Falmouth        | 103       |
| 1926 | Belgien     | L’Avenir          | Geelong – Cap Lizard       | 110       |
| 1927 | Finnland    | Herzogin Cecilie  | Port Lincoln – Queenstown  | 098       |
| 1928 | Finnland    | Herzogin Cecilie  | Port Lincoln – Falmouth    | 096       |
| 1929 | Finnland    | Archibald Russell | Melbourne – Queenstown     | 093       |
| 1930 | Finnland    | Pommern           | Wallaroo – Falmouth        | 105       |
| 1931 | Finnland    | Herzogin Cecilie  | Wallaroo – Falmouth        | 093       |
| 1932 | Finnland    | Parma             | Port Broughton – Falmouth  | 103       |
| 1932 | Finnland    | Pamir             | Port Victoria – Falmouth   | 103       |
| 1933 | Finnland    | Parma             | Port Victoria – Falmouth   | 083       |
| 1934 | Finnland    | Passat            | Wallaroo – Cap Lizard      | 106       |
| 1935 | Deutschland | Priwall           | Port Victoria – Falmouth   | 091       |
| 1936 | Finnland    | Herzogin Cecilie  | Wallaroo – Falmouth        | 086       |
| 1937 | Finnland    | Pommern           | Port Victoria – Falmouth   | 094       |
| 1937 | Finnland    | Passat            | Port Victoria – Falmouth   | 094       |
| 1938 | Finnland    | Passat            | Port Victoria – Queenstown | 098       |
| 1939 | Finnland    | Moshulu           | Port Victoria – Queenstown | 091       |
| 1946 | Finnland    | Viking            | Port Victoria – London     | 093       |
| 1949 | Finnland    | Passat            | Port Victoria – Falmouth   | 110       |

## Beteiligte Schiffe der Jahre 1921–1939
| Schiff            | Reisen | innerhalb der Jahre |
| ----------------- | ------ | ------------------- |
| Passat            | 07     | 1933–1939           |
| Pamir             | 07     | 1932–1939           |
| Priwall           | 04     | 1932–1935           |
| Moshulu           | 04     | 1936–1939           |
| Herzogin Cecilie  | 11     | 1926–1936           |
| Pommern           | 11     | 1929–1939           |
| L’Avenir          | 05     | 1933–1937           |
| Ponape            | 07     | 1929–1936           |
| Parma             | 05     | 1932–1936           |
| Archibald Russell | 14     | 1925–1939           |
| Viking            | 09     | 1931–1939           |
| Lawhill           | 14     | 1921–1939           |
| Killoran          | 10     | 1927–1939           |
| Grace Harwar      | 08     | 1921–1936           |
| Winterhude        | 08     | 1932–1939           |